# سرشماری عمومی نفوس و مسکن (۱۳۷۵)
سرشماری عمومی نفوس و مسکن ۱۳۷۵ پنجمین سرشماری عمومی نفوس و مسکن ایران و دومین سرشماری عمومی نفوس و مسکن نظام جمهوری اسلامی ایران در آبان ماه سال ۱۳۷۵ به مرحله اجرا درآمد. این سرشماری اگرچه از نظر طرح فنی و نوع سؤالات و پیروی از تعاریف و مفاهیم و طبقه‌بندی‌های بین‌المللی مشابهت زیادی با سرشماری عمومی نفوس و مسکن ۱۳۶۵ دارد اما از دو نقطه نظر با سرشماری مزبور متفاوت است. ۱- استفاده از فرم‌های فهرست برداری شرکت پست جمهوری اسلامی که قبلاً به منظور تهیه مقدمات انتصاب کد پستی و کدملی تکمیل شده بودند دراین سرشماری مأموران سرشماری موظف به اصلاح و به هنگام نمودن فرم‌های مزبور در نقاط شهری بودند و فقط از بلوک‌هایی که توسط شرکت پست جمهوری اسلامی ایران که به هر دلیل فهرست نشده بود فهرست برداری به عمل می‌آمد. ۲- پرسش نامه خانوار به گونه ای طراحی شده بود که استخراج اطلاعات آن توسط دستگاه (mark reader optical) امکان‌پذیر گردید این نوآوری باعث گردید که مراحل کدگذاری و بازبینی ادغام شود و مراحل ورود داده‌ها بسیار سریع صورت پذیرد که در نتیجه مراحل استخراج اطلاعات و انتشار نتایج زودتر انجام می‌پذیرفت. اگرچه اقدام مستندسازی در این سرشماری بسیار کامل تر از سرشماری‌های قبل صورت گرفته‌است اما به دلیل حجم زیاد و عدم انسجام و هماهنگی و تسلسل مطالب امکان دسترسی سریع به مستندات مورد نیاز استفاده‌کنندگان فراهم نشده‌است.